# Короли мамбо
«Короли́ ма́мбо» (англ. The Mambo Kings) — американский художественный фильм 1992 года. Экранизация романа Оскара Ихуэлоса «Короли мамбо поют песни о любви», награждённого Пулитцеровской премией (1990).

## Сюжет
В начале 50-х уехали из Гаваны в Нью-Йорк два брата-музыканта, работающих в стиле «мамбо» — Нестор (Антонио Бандерас) и Сесар (Арманд Ассанте). Они поставили перед собой цель — покорить своей музыкой Соединенные Штаты. Для начала им надо было покорить знаменитый зал «Палладиум»…

## В ролях
- Арманд Ассанте — Сесар Кастильо / Cesar Castillo
- Антонио Бандерас — Нестор Кастильо / Nestor Castillo
- Кэти Мориарти — Ланна Лейк / Lanna Lake
- Талиса Сото — Мария Ривера / Maria Rivera
- Вонди Кертис-Холл — Мигель Монтойа / Miguel Montoya
- Хелена Кэрролл — миссис Шэннон / Mrs. Shannon
- Марушка Детмерс — Делорес Фуэнтес / Delores Fuentes
- Роско Ли Браун — Фернандо Перес / Fernando Perez

## Интересные факты
- Первая англоязычная роль испанского актёра Антонио Бандераса в кино.
- Во время съёмок фильма Антонио Бандерас не владел английским языком, а Арманд Ассанте — испанским. Актёрам приходилось заучивать свои реплики на слух.
- Роль американского актёра кубинского происхождения Дези Арнаса (сериал «Я люблю Люси») исполнил его сын — Дези Арнас-младший.
- Звучащая в фильме песня «Beautiful Maria of My Soul» в 1993 году номинировалась на приз за лучшую песню из кинофильма сразу на трёх престижнейших премиях — «Оскар», «Золотой глобус» и «Грэмми»
- В 2005 году по сюжету романа и фильма был поставлен одноимённый мюзикл Карлоса Францетти и Арнолда Глимчера.